# カール・アマデウス・ハルトマン
カール・アマデウス・ハルトマン（Karl Amadeus Hartmann, 1905年8月2日 - 1963年12月5日）は、ドイツの現代音楽の作曲家。20世紀ドイツ最大の交響曲作家とも称賛される。

## 生涯
画家フリードリヒ・リヒャルト・ハルトマンの末子として生まれる。長兄アドルフ・ハルトマンも肖像画家であった。1919年から学校教育を受けるが、この頃すでに音楽を天職と自覚していた。1924年から1929年まで国立ミュンヘン芸術音楽アカデミーに通い、トロンボーンを学ぶかたわら作曲をヨーゼフ・ハースに師事した。最初の作品はバイエルン国立歌劇場などで多くの聴衆を前に上演された。ダダイスムやジャズに影響された作曲の試みもこの頃にさかのぼる。しかしながらハルトマンは、これらの初期作品を後になって破棄している。この頃からヘルマン・シェルヘンと生涯にわたる親交を結び、第二次世界大戦中はスイスで接触を続けた。1934年にエリーザベト・ロイスマンと結婚し、翌年に息子リヒャルトを儲けた。
1933年から翌年にかけて、ナチスへの抗議の意思表明として管弦楽曲『ミゼレーレ』 (Miserae) を作曲する（プラハ初演1935年）。この頃をピークに、1945年にナチス政権が転覆するまでの間、もはや自作が上演されなくなる。ハルトマンは説得こそされなかったものの、いわゆる「国内亡命」を余儀なくされ、なかんずく妻の両親の援助で生計を立てつつ、「抽斗のための」作曲を続けた。この時期の作品に挙げられるのが、『弦楽四重奏曲第1番』（1933年）、『交響曲第1番』（1935年 - 1936年）、ヴァイオリンと弦楽合奏のための『葬送協奏曲』 (Concerto funèbre, 1939年）である。戦時中にウィーン近郊のマリア・エンツェルスドルフでアントン・ヴェーベルンの薫陶を受け、その後の創作に重要な影響を受けた。
1945年にバイエルン国立劇場の演出家に任命される。明くる1946年、大幅に改訂された管弦楽曲を『交響曲』の題名で公表する。いっぽう、新設されたバイエルン放送と共同で、前衛音楽の上演のための音楽団体「ムジカ・ヴィヴァ」を旗揚げし、没年までその活動に全身全霊を傾けた。
戦後は自作から最も政治的な痕跡を拭い去り、ナチス時代に積極的に活躍したカール・オルフやヴェルナー・エックらの作曲家に対して、当初は諍いを起こしたものの、和解を申し出た。西ドイツにおいて決定的に名誉回復を受けていながら、東ドイツからの移住要請にも気をそそられていた。
作品の上演回数が上向くに連れてハルトマンの知名度も上がり、数多くの名誉（とりわけ、ミュンヘン市やワシントン州スポカネ音楽院などからの音楽賞）を受けた。
1963年に癌のため他界。

## 作品と事績
ハルトマンの最も成熟した、最も名高い作品、すなわち8つの交響曲は、いずれも戦後になって完成された。恐らく最も有名なのは、「レクィエムの試み Versuch eines Requiems 」と題された「交響曲 第1番」であろう。この曲は元来、ウォルト・ホイットマンの詩集からの抜粋に基づき、アルト独唱と管弦楽のためのカンタータとして1936年に構想された。この作品は、やがて交響的断章「我らが日常 Unser Leben: Symphonisches Fragment 」として知られるようになり、芸術家にとってナチ体制下初期のほぼ惨憺たる状況についてのコメントとして企図された。第三帝国が第二次世界大戦に敗れてから、この体制の真の犠牲者がはっきりすると、カンタータは交響的断章「レクィエムの試み」に改名され、幾万ものホロコーストの犠牲者の追悼作品と位置づけられた。改訂は1954年から1955年に進められ、1956年に最初の交響曲として出版された。
ハルトマンの作曲様式は折衷的である。初期作品においてグスタフ・マーラーやアントン・ブルックナーの影響が歴然としており、対位法の手法はマックス・レーガーに感化されていた。後に、パウル・ヒンデミットや中期のイーゴリ・ストラヴィンスキーら、新古典主義音楽の足跡を辿るようになる。アントン・ヴェーベルンに師事したにもかかわらず、新ウィーン楽派の作曲家では、アルノルト・シェーンベルクとアルバン・ベルクの二人に、より深く啓発されていると自覚していた。
第2次世界大戦後のハルトマンは、ミュンヘンの演奏会シリーズ「ムジカ・ヴィヴァ」の統率者としてドイツ楽壇の重鎮となった。旧師ハースの後を継いで、ドナウエッシンゲン音楽祭の運営にも関与している。ハルトマンは西ドイツ国民に、ナチスの文化政策によって禁じられた現代音楽の存在へといま一度ふり返らせたのだった。

### 作品一覧
- ハルトマンの主要作品は、作曲家の存命中からドイツの主要な音楽家により初演されてきた。交響曲については、ハンス・ロスバウト、オイゲン・ヨッフム、ラファエル・クーベリック、ハンス・シュミット＝イッセルシュテットらが名を連ねており、『歌の情景』の初演歌手はディートリヒ・フィッシャー＝ディースカウであった。クーベリックとフィッシャー＝ディースカウは、『歌の情景』の初録音も行なっている。
- 第6番までの交響曲は、第2番を除いてすべて戦時中の作品からの改作である。第3番は、1944年の交響曲『嘆きの歌』 (Klagegesang) と1940年の『悲劇的交響曲』 (Sinfonia tragica) が前身であり、第4番は1938年の『ソプラノ独唱と弦楽のための交響曲』のうち、歌手の入るフィナーレをカットし、新たな楽章に書き換えたものである。第5番は、1932年の『トランペットと吹奏楽のための協奏曲』と、その編曲版である1949年の『吹奏楽とコントラバス、2つのトランペットのための協奏曲』に基づいている。第6番は、エミール・ゾラの小説に基づく標題交響曲『ルーヴル』 (L'œuvre, 1938年）の焼き直しである。そのかたちでは、すでに1939年にリエージュで初演されていたが、改訂にあたって楽章の配列を入れ替え、文学的な発想が分からないようにされた。

- オペラ
  - コミック・ファンタジー室内オペラ「 Wachsfigurenkabinett 」（1928年 - 1930年）
  - 室内オペラ「 Des Simplicius Simplicissimus Jugend 」（1934年 - 1935年）
- カンタータ「歌の情景 Gesangsszene 」（歌詞：ジャン・ジロドゥの「ソドムとゴモラ」、1963年未完。ウェーベルン研究家ハンス・モルデンハウアーに献呈）
- 交響曲
  - 交響曲第1番「レクイエムの試み」（英語版）（1935年 - 1936年）
  - 交響曲第2番「アダージョ」（フランス語版）（単一楽章、1948年）
  - 交響曲第3番（フランス語版）（1948年 - 1949年）
    - 「黒百合隠密カゲキダン」のイントロは第2楽章冒頭の音源録音を借用している。

  - 交響曲第4番（英語版）第4番（弦楽合奏のために、1947年）
  - 交響曲第5番「協奏交響曲」（フランス語版）（1950年)
    - 第2楽章は「メロディ」と題され、ストラヴィンスキーの『春の祭典』第1部の導入部が引用される。

  - 交響曲第6番（フランス語版）（1952年 - 1953年）
  - 交響曲第7番（フランス語版）（1956年 - 1958年。セルゲイ・クーセヴィツキー音楽財団からの委嘱作品）
  - 交響曲第8番（フランス語版）（1960年 - 1962年）
- 交響詩「ミゼレーレ」（1934年）
- 協奏曲（全7曲）
  - ヴァイオリン協奏曲「葬送協奏曲」（フス派のコラールに基づく。ナチスへの抵抗作品）
- 室内楽
  - 弦楽四重奏曲 第1番 「Carillon」（1933年）
  - 弦楽四重奏曲 第2番（1945年 - 1946年）
  - 無伴奏ヴァイオリンのための組曲第1番（1927年）
  - 無伴奏ヴァイオリンのための組曲第2番（1927年）
  - 無伴奏ヴァイオリンのためのソナタ第1番（1927年）
  - 無伴奏ヴァイオリンのためのソナタ第2番（1927年）
- ピアノ曲
  - ジャズ風トッカータとフーガ Jazz-Toccata und -Fuge （1928年）
  - ソナチネ Sonatine （1931年）
  - 小組曲 Kleine Suite
  - 無題（組曲第2番 Suite Nr.2）
  - ピアノ・ソナタ「1945年4月27日」 Sonate "27. April 1945"